# 제주문화유산연구원
제주문화유산연구원은 문화유산의 보존, 보호, 관리, 조사, 발굴, 연구 및 활용을 통하여 문화발전에 기여함을 목적으로 2008년 11월 20일 설립된 문화체육관광부 소관의 재단법인이다. 사무실은 제주특별자치도 제주시 정실2길 3 (오라이동)에 있다.

## 주요 사업
- 문화재 연구활동 및 자료 발간
- 문화재 지표조사 및 학술조사
- 문화재 발굴조사 및 보존사업
- 문화재 복원사업
- 문화재에 대한 자문 및 위탁수행
- 문화재 조사인력 양성 및 재교육
- 기타 법인의 목적달성에 필요한 사업